# NGC 564
NGC 564 (други обозначения – UGC 1044, MCG 0-4-154, ZWG 385.148, DRCG 7 – 6, PGC 5455) е елиптична галактика (E) в съзвездието Кит.
Обектът присъства в оригиналната редакция на „Нов общ каталог“.